# Троне, Филип
Пер Филип Троне (швед. 
Per Filip Tronêt; род. 11 мая 1993, Вестерос) — шведский футболист, нападающий клуба «Сюрианска Эскильстуна».

## Клубная карьера
Начинал заниматься футболом в «Скультуне», откуда в 14-летнем возрасте перешёл в «Вестерос». Осенью 2009 года подписал с клубом первый профессиональный контракт на три года. За основной состав клуба дебютировал в первом дивизионе 17 апреля 2010 года в игре с «Далькурдом». В первом сезоне принял участие в 26 матчах, в которых забил 11 мячей, чем помог своей команде выйти в Суперэттан, а сам Троне был назван лучшим игроком года в команде.
В январе 2012 года перешёл в «Броммапойкарну», с которой подписал однолетний контракт. В августе того же года на правах аренды до конца года вернулся в «Вестерос». По окончании аренды вернулся в «Броммапойкарну» и 24 марта 2013 в матче с «Хельсингборгом» дебютировал в чемпионате Швеции, появившись на поле в середине второго тайма. В августе 2015 года снова на правах аренды перешёл в «Вестерос».
В декабре 2015 года подписал с «Вестеросом» полноценный контракт на один год. В ноябре 2016 года продлил контракт с клубом ещё на два года. В сезоне 2023 года «Вестерос» занял первое место в турнирной таблице и вышел в Алльсвенскан. В конце года у Троне закончился контракт, который с ним не стали продлевать, и он покинул команду.
В декабре 2023 года перешёл в гибралтарскую «Европу Поинт», заключив с ней соглашение на полгода. 26 января 2024 года дебютировал в её составе в местном чемпионате в игре с «Манчестером 62». По окончании контракта вернулся в Швецию, где присоединился к «Сюрианска Эскильстуна», выступавшем в третьем дивизионе.

## Достижения
Вестерос:
- Победитель Суперэттана: 2023